# Liste des compagnies aériennes de Côte d'Ivoire
Liste des compagnies aériennes ivoiriennes.
Cette liste comprend les compagnies aériennes en Côte d'Ivoire
| Compagnie aérienne               | Siège social | Type                                    | Notes |
| -------------------------------- | ------------ | --------------------------------------- | --- |
| Air Côte d'Ivoire                | Abidjan      | fret, long courrier, moyen courrier     | |
| Air Ivoire                       | Abidjan      | long courrier, moyen courrier, régional | La liquidation par anticipation a été adoptée en assemblée générale extraordinaire des actionnaires le 5 septembre 2011. |
| Ivoirienne de transports aériens | Abidjan      | régional                                | |